# زلزال وادي شلفانت 1986
زلزال وادي شلفانت 1986 هو زلزالٌ وقعَ في كاليفورنيا في الولايات المتحدة بتاريخ 21 يوليو 1986.